# Droisy (Górna Sabaudia)
Droisy – miejscowość i gmina we Francji, w regionie Owernia-Rodan-Alpy, w departamencie Górna Sabaudia.
Według danych na rok 1990 gminę zamieszkiwało 71 osób, a gęstość zaludnienia wynosiła 16 osób/km² (wśród 2880 gmin regionu Rodan-Alpy Droisy plasuje się na 1548. miejscu pod względem liczby ludności, natomiast pod względem powierzchni na miejscu 1560.).